# Acalolepta longipennis
Acalolepta longipennis är en skalbaggsart som först beskrevs av Charles Joseph Gahan 1894.  Acalolepta longipennis ingår i släktet Acalolepta och familjen långhorningar. Inga underarter finns listade i Catalogue of Life.